# كاسالا (فلم)
كاسالا (بالإنجليزية: Kasala)، هُو فيلم كوميدي ودرامي نيجيري صدر سنة 2018 وأخرجته Ema Edosio.

## وصلات خارجية
- كاسالا على موقع IMDb (الإنجليزية)
- كاسالا على موقع روتن توميتوز (الإنجليزية)
- كاسالا على موقع نتفليكس (الإنجليزية)
- كاسالا على موقع قاعدة بيانات الفيلم (الإنجليزية)
- كاسالا على موقع ليتربوكسد (الإنجليزية)
- كاسالا على موقع كينوبويسك (الروسية)